# Petunia patagonica
Petunia patagonica es una especie perteneciente a la familia de las solanáceas. 

## Taxonomía
Petunia patagonica fue descrita por Aníbal Roberto Millán y publicado en Journal of Botany, British and Foreign 66: 141. 1928.
Sinonimia
- Nierembergia patagonica Speg.[2]